# Войтецкий, Витольд Витальевич
Вито́льд Вита́льевич Войте́цкий (1931—2010) — организатор научных исследований, проектирования и производства локальных и комплексных систем управления судовыми техническими средствами и автоматизированных систем управления кораблём в целом. Доктор технических наук, профессор. Генеральный директор НПО «Аврора» (Санкт-Петербург, 1983—2008). Лауреат Ленинской премии и Государственной премии СССР.

## Биография
В 1955 году окончил Ленинградский кораблестроительный институт, работал в НИИ ВМФ. В 1959—1964 — старший инженер в ЦНИИ имени академика А. Н. Крылова.
С 1971 года — главный инженер, в 1983—2008 — генеральный директор НПО «Аврора». Одновременно — профессор кафедры автоматики и вычислительной техники СПбГТУ. Академик Санкт-Петербургской инженерной академии и Академии навигации и управления движением.

## Награды
- Ленинская премия (1984);
- Государственная премия СССР (1974);
- орден Трудового Красного Знамени (1971);
- орден Почёта[1] (1997).